# 拉丁歐洲
拉丁歐洲（英語：Latin Europe）是指歐洲以羅曼語族（又名拉丁語族，起源於拉丁語）語言作為官方語言、官方語言之一或通用語言的地區。拉丁語族和日耳曼語族、斯拉夫語族構成了歐洲三大語族。拉丁歐洲國家包括義大利、法國、摩爾多瓦、葡萄牙、羅馬尼亞、西班牙、摩納哥、聖馬力諾、安道爾和教廷。一些國家的部分地區也使用拉丁語族，包括比利時的瓦隆和瑞士的法語區及義大利語區，法語也是盧森堡的官方語言之一。歐洲羅曼語族人口為2.1億人，是歐盟總人口的42%。